# Alfonso Guerra
Alfonso Guerra González (ur. 31 maja 1940 w Sewilli) – hiszpański polityk, jeden z liderów Hiszpańskiej Socjalistycznej Partii Robotniczej (PSOE), długoletni deputowany, w latach 1982–1991 wicepremier.

## Życiorys
Z wykształcenia inżynier, ukończył Escuela de Peritos w Sewilli, gdzie do 1975 pracował jako wykładowca. Studiował również na wydziale filozoficznym Universidad de Sevilla, na którym poznał Felipe Gonzáleza. Od 1960 działał w socjalistycznej młodzieżówce i następnie w nielegalnej w okresie frankistowskim PSOE. Od 1970 członek komitetu wykonawczego partii; po przemianach politycznych w 1974 został jej sekretarzem do spraw informacji i prasy, a w 1976 sekretarzem do spraw organizacyjnych.
W 1977 po raz pierwszy uzyskał mandat posła do Kongresu Deputowanych. W niższej izbie Kortezów Generalnych zasiadał nieprzerwanie przez dziesięć kadencji do czasu swojej rezygnacji w 2015.
W 1979 objął stanowisko zastępcy sekretarze generalnego Hiszpańskiej Socjalistycznej Partii Robotniczej. Funkcję tę pełnił do 1997. Od grudnia 1982 do stycznia 1991 był wicepremierem w gabinetach Felipe Gonzáleza. Ustąpił w związku ze skandalem finansowym, w który zamieszany był jego brat Juan Guerra. Sam Alfonso Guerra nie miał w tej sprawie przedstawionych zarzutów.
Został później prezesem związanej z PSOE fundacji Fundación Pablo Iglesias.